# Космос-1541
Космос-1541 је један од преко 2400 совјетских вјештачких сателита лансираних у оквиру програма Космос.
Космос-1541 је лансиран са космодрома Плесецк, СССР, 6. марта 1984. Ракета-носач Молнија је поставила сателит у орбиту око планете Земље. Маса сателита при лансирању је износила 1250 килограма. Космос-1541 је био сателит за рано упозоравање на појаву интерконтиненталних балистичких ракета.